# 托卡里夫卡 (斯克維拉區)
49°40′14″N 29°39′3″E / 49.67056°N 29.65083°E

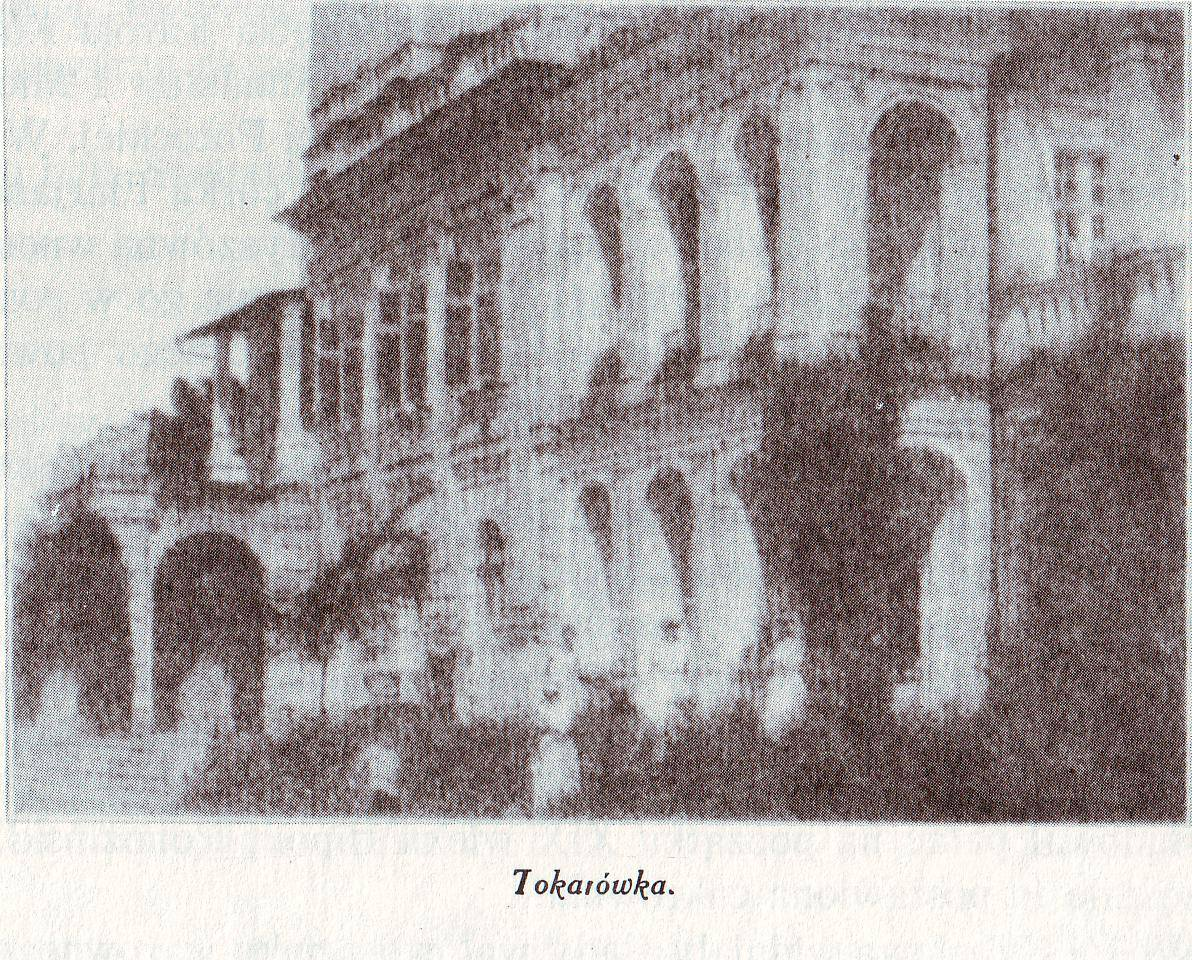
托卡里夫卡

托卡里夫卡（烏克蘭語：Токарівка）是位於烏克蘭北部的村莊，由基辅州白采爾克瓦區的斯克維拉市鎮負責管轄。該村始建於十六世紀，面積1.44平方公里，海拔高度215米，2001年人口270，人口密度每平方公里187.5人。